# Falko Langenhorst
Falko Langenhorst (* 1964) ist Professor für Analytische Mineralogie der Mikro- und Nanostrukturen an der Universität Jena.

## Wissenschaftliche Laufbahn
Langenhorst studierte an der Westfälischen Wilhelms-Universität in Münster und der Justus-Liebig-Universität Gießen und promovierte 1993 in Münster. Seine Habilitation erfolgte 2000 an der Universität Bayreuth. Von 2004 bis 2008 hatte er einen Lehrstuhl an der Universität Jena inne. Im Februar 2008 wechselte er an die Universität Bayreuth. Im Jahr 2011 folgte der Wechsel zurück nach Jena. 
Seine Forschungsschwerpunkte liegen in der Transmissions- und Rasterelektronenmikroskopie, der Elektronen-Energieverlust-Spektroskopie sowie Stoßwellen- und Regionalmetamorphose von Gesteinen.

## Auszeichnungen
- 1993 Universitätspreis für herausragende Doktorarbeit, Universität Münster
- 2003 Victor-Moritz-Goldschmidt-Preis der Deutschen Mineralogischen Gesellschaft
- 2004 Ernennung zum Mitglied der Academia Europaea
- 2007 Gottfried-Wilhelm-Leibniz-Preis der Deutschen Forschungsgemeinschaft